# مجزرة عائلة البهلول (24 أكتوبر 2023)
مجزرة عائلة البهلول (24 أكتوبر 2023) أو كما تسمى أيضاً مجزرة الشاطئ هي مجزرةٌ ارتكبها سلاح الجوّ الإسرائيلي حينما أغارَ على منزل عائلة البهلول في مخيم الشاطئ في منتصف ليلة الثلاثاء الموافق 24 أكتوبر 2023. هذه المجرزة واحدة من ضمن سلسلة مجازر ارتكبها الاحتلال الإسرائيلي خلال الحرب الفلسطينية الإسرائيلية بعد عملية طوفان الأقصى التي شنتها المقاومة، تسبّبت هذه المجزرة الإسرائيليّة والتي استهدفت منزل يضم عدد من المدنيين بارتقاء أكثر من 30 شهيداً من عائلة البهلول وأنسابهم (عائلة دبابش وعائلة دمياطي) الذين نزحوا إلى بيت عائلة البهلول.

## خلفية الحدث
في ساعاتِ الصباح الأولى من يوم السابع من أكتوبر 2023 أطلقت حركة المقاومة الإسلامية حماس عبر ذراعها العسكري كتائب الشهيد عز الدين القسام عملية طوفان الأقصى وذلك ردًا على الاعتداءات الإسرائيلية وتدنيس الأقصى والاستمرار في الاستيطان كما أكّد على ذلك محمد الضيف القائد العام للقسّام والذي أعطى إشارة انطلاق العمليّة التي شهدت اقتحامًا من المقاومين لمستوطنات غلاف غزة ونجحوا في قتلِ عدد كبيرٍ من الجنود الإسرائيلين، وأسر عشرات آخرين كما استطاعوا خلال ساعات قطع عشرات الكيلومترات ووصلوا لمستوطنات أبعد من تلك المحيطة والقريبة من قطاع غزة.
استمرَّت الاشتباكات بين الجيش الإسرائيلي وبين المقاومين في عديد من المستوطنات وعلى رأسها مستوطنة سديروت. الرد الإسرائيلي على هذه العمليّة جاء من خلال شنّ سلاح الجو الإسرائيلي عشرات الغارات العشوائيّة على القطاع متسبّبة في مقتل عشرات المدنيين وتدمير البنية التحتية لمدن القطاع، ليصل حد فرض إغلاق شامل وقطع متعمد لكل الخدمات من ماء وكهرباء وغاز، وهو ما هدَّد حياة أكثر من مليونَي فلسطيني يعيشُ داخل القطاع الذي يُعاني أصلًا من تبعات الحصار الخانق عليهم منذ ستة عشر عاماً.

## الضحايا
1. الطفل أمير البهلول
2. الطفل عمر البهلول
3. الطفل عبدالرحمن البهلول
4. الطفل غيث البهلول
5. الطفل باسم الدمياطي
6. الطفل يامن دبابش
7. الطفلة يمنى دبابش
8. الطفلة ميري عطاف البهلول
9. سليم البهلول
10. عطاف البهلول
11. عمر البهلول
12. حنان البهلول
13. معتز عمر البهلول
14. إسلام البهلول
15. خطاب البهلول
16. سهام البهلول
17. آية البهلول
18. ذيب البهلول
19. منال البهلول
20. تالا ديب البهلول
21. محمود ديب البهلول
22. خميس ابراهيم البهلول
23. شرين البهلول
24. دينا خميس البهلول
25. ندي خميس البهلول
26. مصعب خميس البهلول
27. المعتصم خميس البهلول
28. سماهر احمد البهلول
29. ابراهيم خليل البهلول
30. غزل خليل البهلول